# بيلي ديفيس (سياسي)
بيلي ديفيس (بالإنجليزية: Billy Davis)‏ هو سياسي أمريكي، ولد في 1938. حزبياً، نشط في الحزب الديمقراطي.